# Сюзанна Таунсенд
Сюзанна Таунсенд (англ. Susannah Townsend, нар. 28 липня 1989, Лондон, Велика Британія) — британська хокеїстка на траві, олімпійська чемпіонка 2016 року.
Відкрита лесбійка.

## Виступи на Олімпіадах
| Олімпіада           | Дисципліна     | Місце  |
| ------------------- | -------------- | ------ |
| Ріо-де-Жанейро 2016 | хокей на траві | Золото |
| Токіо 2020          | хокей на траві | Бронза |